# منتخب بلغاريا للريشة الطائرة
منتخب بلغاريا لتنس الريشة هو ممثل بلغاريا الرسمي في المنافسات الدولية في كرة الريشة .